# Guararé
Guararé est un corregimiento situé dans le district de Guararé, province de Los Santos, au Panama. En 2010, la localité comptait 4 524 habitants. La fête populaire annuelle de « La Mejorana » s'y déroule depuis 1949.